# Mieczysław Horszowski
Mieczysław Horszowski (23. června 1892 Lvov – 22. května 1993 Filadelfie) byl polský pianista.
Naučil se hrát v Haličské hudební společnosti ve Lvově u Karla Mikulého. Ve věku sedmi let odešel do Vídně, kde studoval u Teodora Leszetyckého. K jeho učitelům patřili také Henryk Meltzer-Szczawiński, Mieczysław Sołtys a Stanisław Niewiadomski.
V roce 1901 veřejně debutoval ve Varšavě, hrál Beethovenův Klavírní koncert C-dur op. 15 č. 1. Ještě jako dítě poté absolvoval turné po Evropě a Spojených státech. Společně s cellistou Pablem Casalsem, jehož společníkem byl Horszowski od roku 1906, nahrál v padesátých letech několik Beethovenových skladeb.
Horszowski se přestěhoval po první světové válce do Itálie, kde žil a učil až do roku 1941. Poté emigroval do Spojených států, kde učil v Curtis Institute of Music ve Filadelfii, až do své smrti.
Vystoupil i u příležitosti svých 100. narozen, v USA i v Evropě. K jeho repertoáru patřila klavírní díla Johanna Sebastiana Bacha, Wolfganga Amadea Mozarta, Ludviga van Beethovena, Frederica Chopina a Roberta Schumanna.

## Externí odkazy

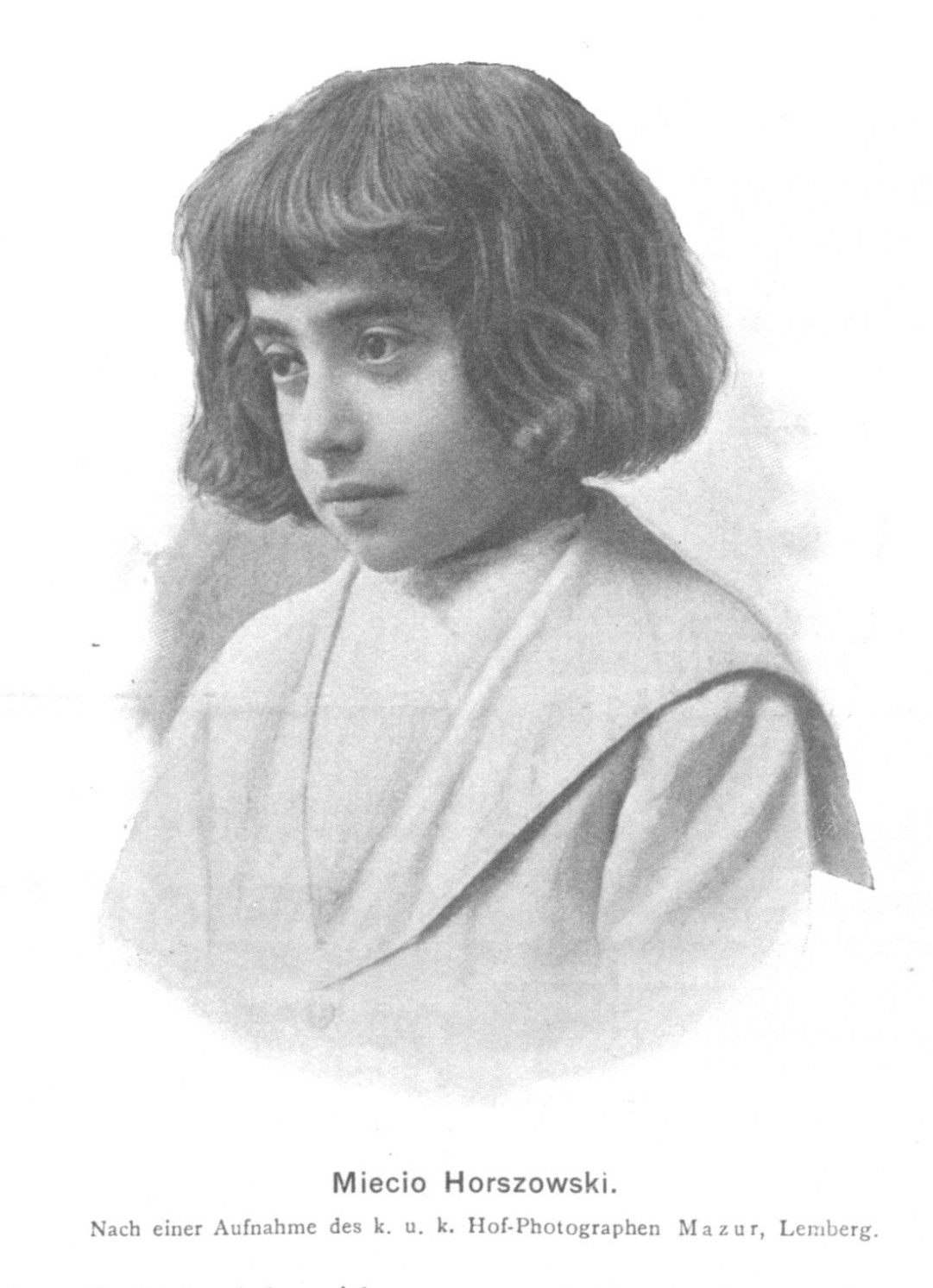
Mieczysław „Miecio“ Horszowski v roce 1902